# Unimoto
Unimoto is een historisch Italiaans merk van lichte motorfietsen.
Unimoto was gevestigd in Longiano bij Forlì. Het werd in 1980 opgericht toen Moto Milani werd opgekocht. In 1981 verscheen het eerste model, terwijl een jaar later ook Aspes werd gekocht. Hierdoor kon men ook terrein- en crossmodellen aanbieden. In 1986 werd de productie beëindigd.